# Gobernación de Smolensk
La gobernación de Smolensk fue una gubernia del Imperio ruso, creada el 29 de septiembre de 1708. El 28 de julio de 1713 la gobernación de Smolensk fue abolida y sus territorios fueron divididos entre las gobernaciones de Moscú y Riga, para luego volverse a formar en 1726. El territorio de la gobernación varió, pero en su mayor extensión abarcó los actuales territorios de: óblast de Smolensk, óblast de Kursk, la mitad del óblast de Tula, óblast de Briansk, óblast de Orel y óblast de Kaluga.